# Spelaeoecia bermudensis
Spelaeoecia bermudensis là một loài giáp xác nước ngọt trong họ Thaumatocyprididae.